# 爱德华·达拉第

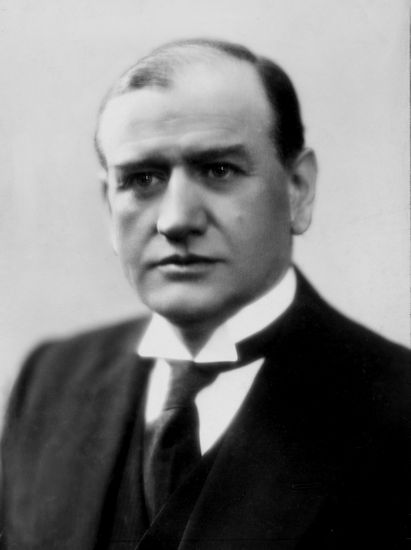
爱德华·达拉第，1930年

爱德华·达拉第（法語：Édouard Daladier，1884年6月18日—1970年10月10日），法國政治家，激進共和黨人。1919年以激進黨員身分當選眾議員，1930年代兩次短暫組閣。擔任法国總理時，為避免戰爭而與德國簽定《慕尼黑協定》。第二次世界大戰法國被德國攻陷後被逮捕，被德國人囚禁至1945年。

## 生平

### 早年生活

1924年的爱德华·达拉第议员

爱德华·达拉第是卡庞特拉一名面包师的儿子，他在里昂的昂佩尔中学学习爱德华·赫里欧的文科预备课程。他在历史地理专业获得第一名。1909年，他被任命为尼姆男子中学（现在的阿尔方斯·都德中学）的历史教授，随后被任命为马赛圣夏尔中学（帝国中学附属学校，未来的梯也尔中学）的历史和地理助理教授。
1919年，他在巴黎与马德琳·拉冯结婚，女画家昂热勒·德拉萨尔见证了这场婚礼。

### 从政生涯
1912年，他当选为卡庞特拉市长。1914年11月，他作为外籍第1步兵团的中士前往前线，并于1916年1月晋升为第209步兵团。1916年4月10日被任命为少尉，1917年4月被分配到第83步兵团。1918年，他以中尉军衔返回，并三次被授予第34师勋章。1928年12月，他被授予预备役上尉荣誉军团勋章。
1914年第一次失败后，达拉第于1919年至1940年当选为沃克吕兹省的激进党议员。1927年至1930年和1936年至1938年，他担任激进党主席。达拉第生性好斗，在政治上被昵称为“沃克吕兹的公牛”。
他参加了左翼卡特尔联合政府（1924-1926年），并在随后几年担任殖民地部长（1924年）、战争部长（1925年）、公共教育部长（1926年）和公共工程部长（1930年至1932年期间三次）。他本人于1933年和1934年被任命为部长会议主席，但在1934年2月6日暴乱后，他不得不辞职。
1934年在南特举行的激进党大会上，他提出了“两百个家庭”的理念，这一主题被极右翼和共产主义者采纳：“两百个家庭是法国经济的主人，事实上也是法国政治的主人。
作为激进党领袖，他参加了1936年6月选举的左翼集会，从而促成了共产党（PC-SFIC）、工人国际法国支部（SFIO）和激进党的联盟。1936年至1937年，他担任人民阵线政府副主席兼国防部长。
1938年4月10日，他再次担任部长会议主席。他通过与美国和英国财政部达成协议，迅速干预了货币战线，将法郎降至179法郎兑1英镑（1938年1月1日为147.28法郎），然后稳定了平价。
为了为法国工人保留就业机会，他颁布了1938年5月2日关于外国人警察的法律性命令，并于1938年11月12日补充了该法令。后者规定可拘留“不受欢迎的外国人”；
1939年11月18日的法律扩大了这项法令，允许拘留“任何被认为对国防或公共安全有危险的个人，无论是法国人还是外国人”，当时主要是中欧犹太人，一些人称之为“维希之前的维希”。自1939年以来，法国拘留营还关押了来自西班牙内战和旅行者的难民。
1938年11月，他颁布了被反对者称为“悲惨法令”的法令，这些法令推翻了人民阵线的措施。达拉第称40小时工作法为“懒惰和国家背叛法”。作为回应，北部、马赛、里昂和洛林发生了工人罢工。雷诺管理层因“违反雇佣合同”解雇了28000名工人。CGT随后决定于11月30日举行大罢工。政府征用交通工具，并在工厂入口处派遣军队。12月1日，航空和军火库有36000名工人下岗，化学和汽车行业有8000名工人下岗。超过一半是CGT的工会成员。六个月后，40%的罢工者仍找不到工作。

### 慕尼黑协定
1933年6月7日，他发起了与英国、德国和意大利签署的“四方条约”，以促进希特勒总理的德国融入国际联盟。1938年9月30日，他代表法国作为部长会议主席与张伯伦签署了《慕尼黑协定》，将捷克共和国的（“苏台德”）及其工业移交给希特勒。

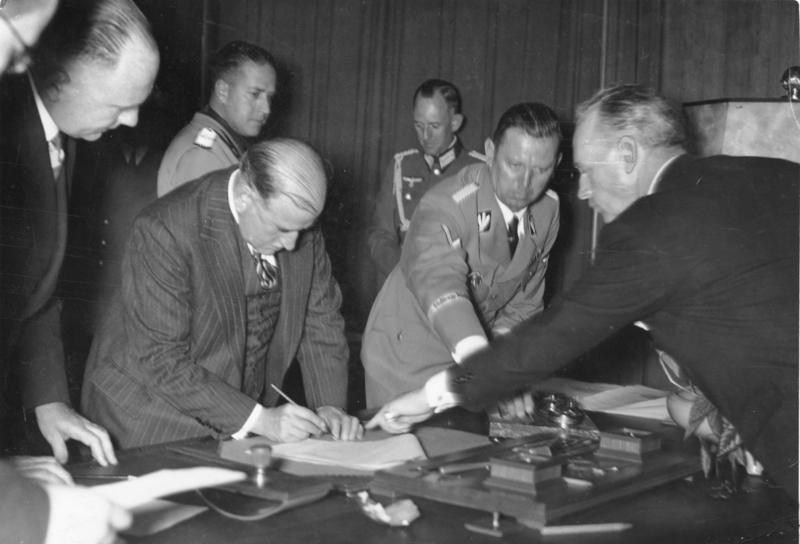
达拉第签署《慕尼黑协定》

在达拉第看来，与德国的战争似乎是不可避免的，达拉第几乎不相信德国承诺结束其领土主张。然而，在他看来，法国似乎不可能参战，因为英国支持张伯伦和哈利法克斯伯爵的绥靖政策，法国公众舆论受到强烈和平主义潮流的推动。此外，法国总参谋部对其空军的弱点表示遗憾，这表明法国无法独自击败德国。所有这些都促使达拉第批准了这些协议，这些协议是他后来称之为“圈套”的会议的结果。

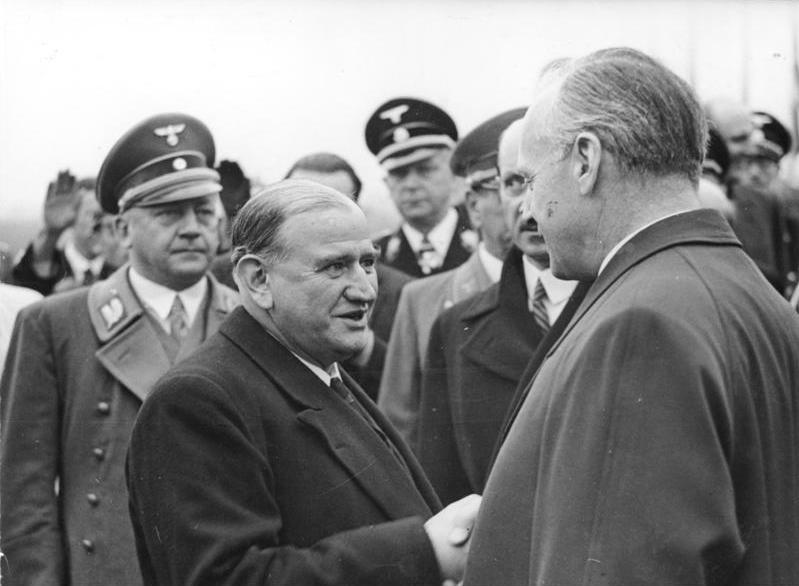
爱德华·达拉第（中）與约阿希姆·冯·里宾特洛甫於慕尼黑

协定签署回到法国后，达拉第想象他将因向希特勒投降而受到嘘声，慕尼黑协议从1938年11月1日起将捷克斯洛伐克的一部分授予纳粹（苏台德地区，捷克斯洛伐克德语区的一部分，1918年11月份捷克斯洛伐克共和国成立时成为捷克斯洛伐克人的前奥地利公民），没有任何重大补偿，只剩下和平的模糊承诺。令他惊讶的是，他在布尔歇下飞机时受到人群的欢呼，他们认为他是和平的救世主。然后，他在外交官亚历克西斯·莱热（圣琼·佩斯）面前喃喃自语：
“啊，混蛋！如果他们知道的话。”
在他的回忆录中，达拉第更温和地说：“我期待着收到西红柿，结果收到了花。”
1939年3月15日，德军入侵捷克斯洛伐克的捷克部分，即前波希米亚和摩拉维亚。1939年8月，达拉第召回马克西姆·魏刚将军服现役。
在英国之后的几个小时内，即9月3日下午，达拉第在德国9月1日入侵和袭击波兰后向德国宣战。9月13日，他重组内阁，组建第五届内阁。
此外，他注意到1939年8月23日德国-苏联条约的存在以及苏联与纳粹联合入侵波兰，对法国共产党（PCF）采取了措施，政府认为该党是一个可能会背叛国家的组织：1939年9月26日禁止出版《人道报》的法令宣布共产主义新闻界为非法，1939年9月26日，法国共产党也被法令解散和禁止，最后，1939年11月26日的法令剥夺了当选共产党人的授权。
由于苏联对芬兰的冬季战争（1939年11月至1940年3月）和法国的不干涉，达拉第内阁于1940年2月20日被推翻。然而，他在其继任者保罗·雷诺的内阁中担任国防和战争部长。

### 坚持战斗和监禁
1940年5月10日，当德国袭击比利时和荷兰时，政府危机爆发，保罗·雷诺辞职。达拉第和莫里斯·甘末林将军是雷诺的对手，雷诺打算取代甘末林。由于德国发动攻势，阿尔贝·勒布伦总统拒绝政府辞职。达拉第在前几天曾计划前往布鲁塞尔，敦促比利时政府和国王向德国宣战，但他没有执行这一已经过时的计划。
事实上，早在5月10日，国王和比利时政府就拒绝了德国的最后通牒，德国希望德国国防军越过比利时攻击法国。达拉第不知道或不想考虑的是，正如他的回忆录所揭示的，甘末林将军自1938年以来一直与利奥波德三世国王秘密通信。比利时总参谋部和国王掌握的关于德国进攻计划的所有信息都传达给了巴黎。
然而，尽管有警告称德国打算从阿登向色当进攻，甘末林仍坚持1938年末制定的计划，将法国军队带到比利时，以帮助比利时和荷兰。
然而，达拉第于12日在法国-比利时边境的城堡会见了利奥波德三世。当时，国王于5月10日离开首都，在布鲁塞尔北部的布林恩达克总部加入比利时总参谋部，他已经同意服从法国总参谋部的命令。此外，甘末林的联络官尚蓬将军从5月10日起与比利时总参谋部在一起。此外，道路和铁路拥堵，难民入侵，他们与向北行进的法国军团并肩作战，使得达拉第前往比利时的旅程危险，甚至无法成行。此外，比利时领空禁止任何非战斗机的飞机进入。这种情况与某些说法相矛盾，即达拉第赶往布鲁塞尔试图说服比利时人继续抵抗。
在敌对行动的第一天结束时，荷兰人匆忙撤退，比利时军队在北部陷入孤立，法国和比利时的防御在仅仅三天的战斗后就深入阿登地区。
三周后，英国在敦刻尔克的渡轮将比利时人留在了南部。德军正准备向南推进。在这种情况下，法国部长的权威只有在他们避开德国的前进时才能维持。当800万难民被抛上街头时，达拉第与其他政治家，包括皮埃尔·孟戴斯-弗朗斯和让·扎伊，在波尔多登上前往摩洛哥的马西利亚号班轮，以“继续斗争”。抵达后，他被逮捕，等待8月初返回法国。他未经审判被拘留，与莱昂·布鲁姆和其他被指控对失败负责的政治家和参谋一起参加了里永审判。对被告有利的审判因“进一步信息”而中断。达拉第被关押在沙泽龙城堡和波塔莱要塞。
1942年11月11日德军入侵自由区后，德军要求将达拉第移交给他们，以便将他驱逐出境。1943年4月4日，他被关押在魏玛地区布痕瓦尔德集中营附近，1943年5月2日被转移到蒂罗尔的伊特尔城堡。他与莱昂·儒奥（Léon Jouhaux）和他的同伴奥古斯塔·布鲁克伦（Augusta Bruchlen）、保罗·雷诺（Paul Reynaud）及其合作者和未来妻子克里斯蒂安娜·马比尔（Christiane Mabire）、甘末林将军（Gamelin）和魏刚将军（Weygand）、弗朗索瓦·德·拉·罗克上校（Colonel de la Rocque）、米歇尔·克里蒙梭（Michel Clemenceau）和让·博罗特拉（Jean Borotra）关押在一起，但由于这些不同人物之间的强烈政治分歧，同居很困难。
两年后，1945年5月5日，他们被美军解放。

### 战后
1945年10月，他参加了第一届全国制宪议会的选举，但没有当选；1946年6月，他参加了第二次制宪议会。在1946年11月的议会选举中再次当选为议员，他在1951年和1956年的选举中保留了他的任期，并于1953年当选阿维尼翁市长。他支持皮埃尔·孟戴斯-弗朗斯政府及其改革激进党的努力。与激进党的其他“正统”人物一起，他是1955年5月特别大会的领导人之一。
1957年，他主持了共和左翼联盟。1958年，他投票反对戴高乐将军的任命和政府的全权。在1958年11月的第一轮议会选举中，他获得第三名，但没有参加第二轮选举。他辞去了阿维尼翁市长的职务。

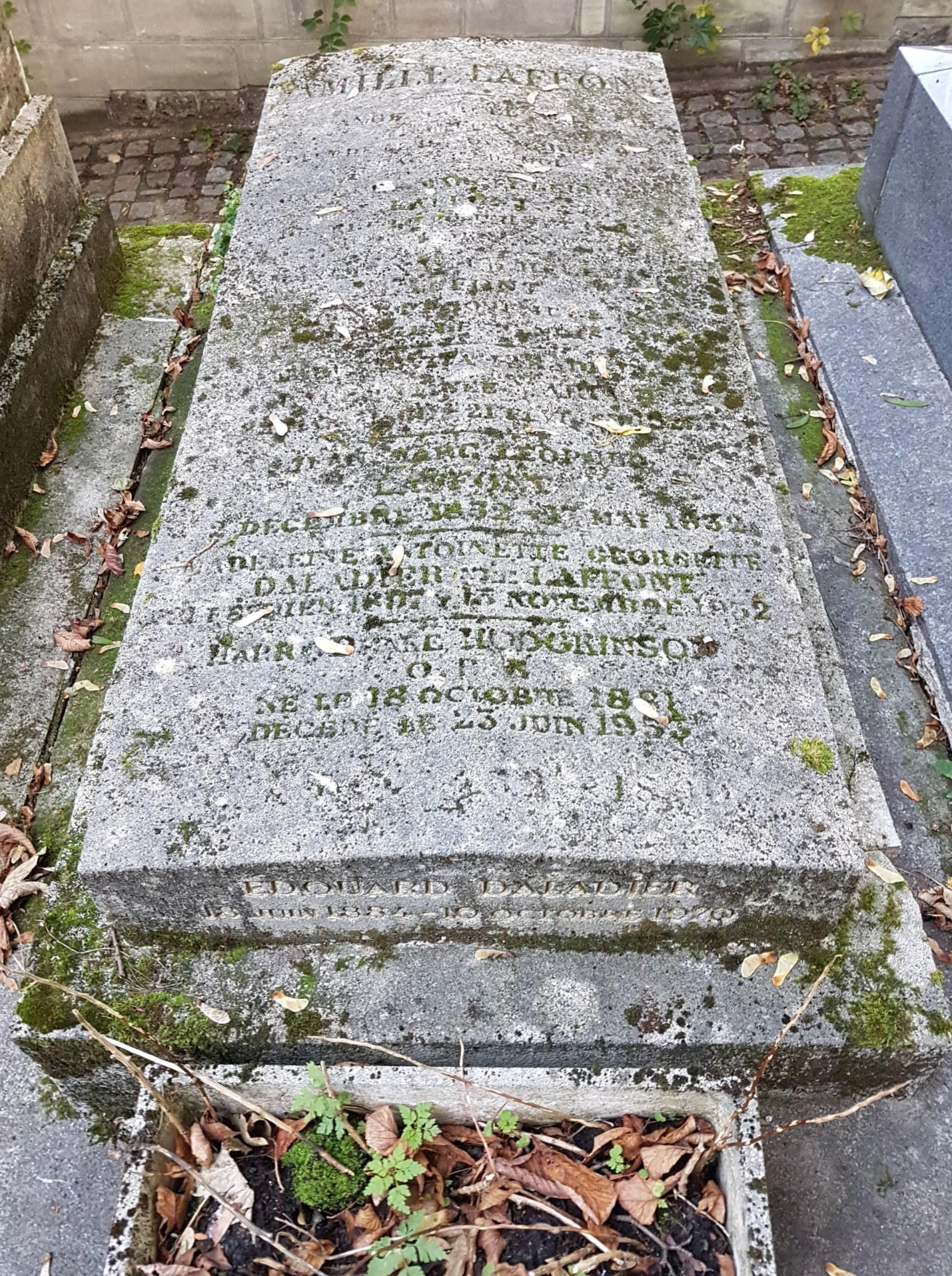
爱德华·达拉第的墓碑

他于1970年10月10日在巴黎去世。他被安葬在巴黎的拉雪兹神父公墓（72区）。

### 私人生活
他的第一次婚姻有两个儿子，让和皮埃尔·达拉第。
让妮·布科瓦朗（Jeanne Boucoiran）是他自1951年以来的第二任妻子，1987年去世，享年83岁。

## 官方职务
- 殖民地部长，1924年6月14日-1925年4月17日，爱德华·赫里欧政府（第一期）
- 战争部长，1925年10月29日-11月28日，保罗·潘勒韦政府（第三期）
- 公共教育和美术部长，1925年11月28日-1926年3月9日，阿里斯蒂德·白里安政府（第八期）
- 公共教育和美术部长，1926月7月19日-23日，爱德华·赫里欧政府（第二期）
- 公共工程部长，1930年2月21日-3月2日，卡米耶·肖当政府（第一期）
- 公共工程部长，1930年12月13日-1931年1月27日，泰奥多尔·施泰格政府
- 公共工程部长，1932年6月3日-12月18日，爱德华·赫里欧政府（第三期）
- 部长会议主席兼战争部长，1933年1月31日-10月24日，爱德华·达拉第政府（第一期）
- 战争部长，1933年10月26日-1934年1月30日，阿尔贝·萨罗政府（第一期）和卡米耶·肖当政府（第二期）
- 部长会议主席兼外交部长，1934年1月30日-2月9日，爱德华·达拉第政府（第二期）；1939年9月13日-1940年3月20日，爱德华·达拉第政府（第五期）
- 国防部长，1936年6月4日-1938年4月10日，莱昂·布鲁姆政府（第一期）、卡米耶·肖当政府（第三期）、卡米耶·肖当政府（第四期）、莱昂·布鲁姆政府（第二期）
- 部长会议主席兼国防部长，1938年4月10日-1940年3月21日，爱德华·达拉第政府（第三期）、（第四期）、（第五期）
- 国防部长，1940年3月21日-5月18日，保罗·雷诺政府
- 外交部长，1940年5月18日-6月5日，保罗·雷诺政府

## 荣誉
- 荣誉军团勋章，1928年12月28日
- 战争十字勋章，1914年-1918年间
- 圣米迦勒及圣乔治勋章（英国），颁发于1938年7月20日

## 出版物
- 《囚禁日记：1940-1945》（让·达拉第编撰并作序，让·达里当注释），巴黎，卡尔曼·莱维出版社，1991年出版，共381页（ISBN 2-7021-1936-0）
- 加布里埃尔·瓦萨尔作序，《我在法属刚果的停留》，1925年

## 一手来源
爱德华·达拉第的个人文件保存在法国国家档案馆，编号为496AP。

## 备注
1. ↑  与马克斯·加洛（Max Gallo）出版的《1940年，从深渊到希望》（1940,De l'abîmeàl'espérance）一书中的说法（第92页）相反，在其他比利时或法国的严肃作家的作品中，没有达拉第前往布鲁塞尔之旅的记录。